# Réserve naturelle nationale de Moëze-Oléron
La réserve naturelle nationale de Moëze-Oléron (RNN77) est une réserve naturelle nationale française, située en Charente-Maritime entre l'île d'Oléron et le continent. Classée en 1985 (continent) et 1993 (domaine public maritime), elle occupe une surface de 6 400 hectares et protège des milieux littoraux, des prairies humides et prés-salés.

## Localisation

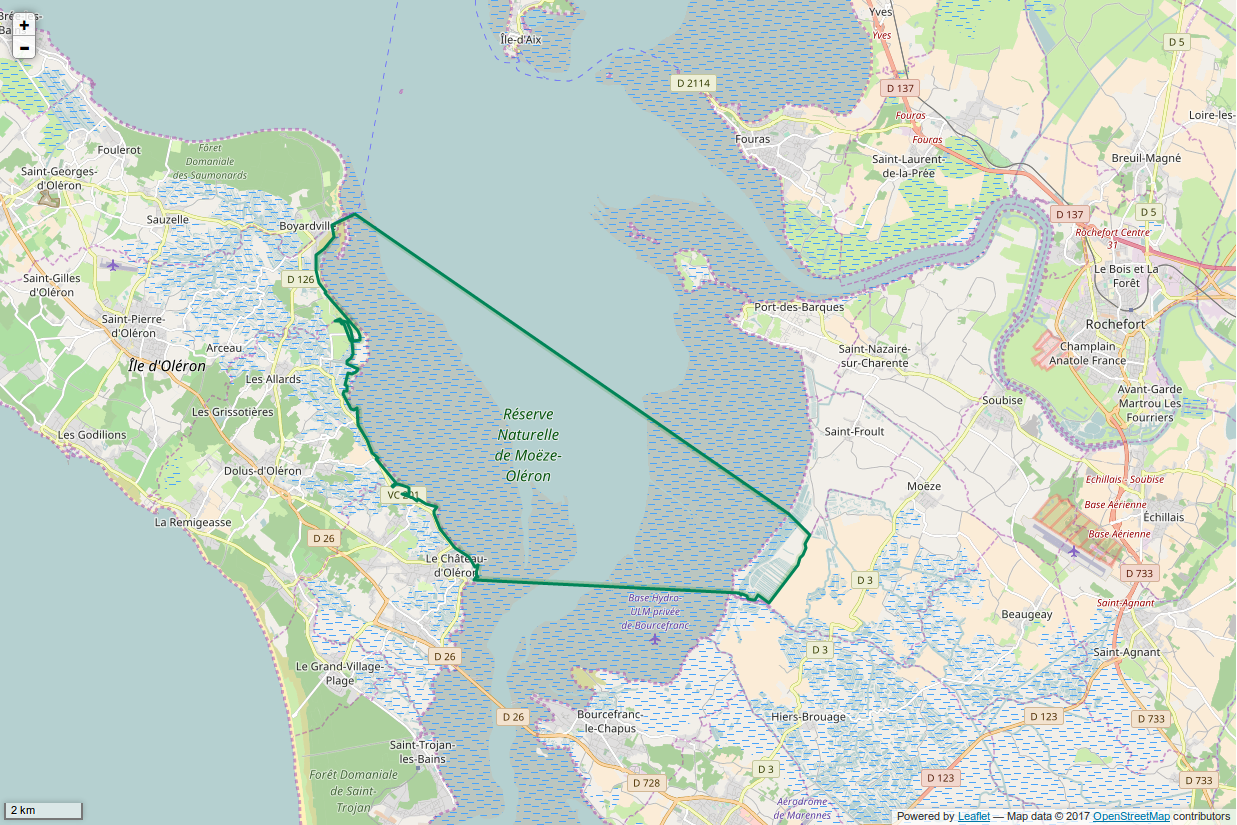
Périmètre de la réserve naturelle.

Le territoire de la réserve naturelle est dans le département de la Charente-Maritime, sur la commune de Moëze.
Il a la forme d'un triangle limité à l'ouest par l'île d'Oléron. En majorité sur le domaine public maritime (6 170 ha), il comprend également à l'est un petit secteur terrestre (220 ha) dans le marais de Brouage au sud de l'embouchure de la Charente. Le lieu d'accueil et d'information, la ferme de Plaisance, se trouve au sud-est sur la commune de Saint-Froult.

## Histoire du site et de la réserve

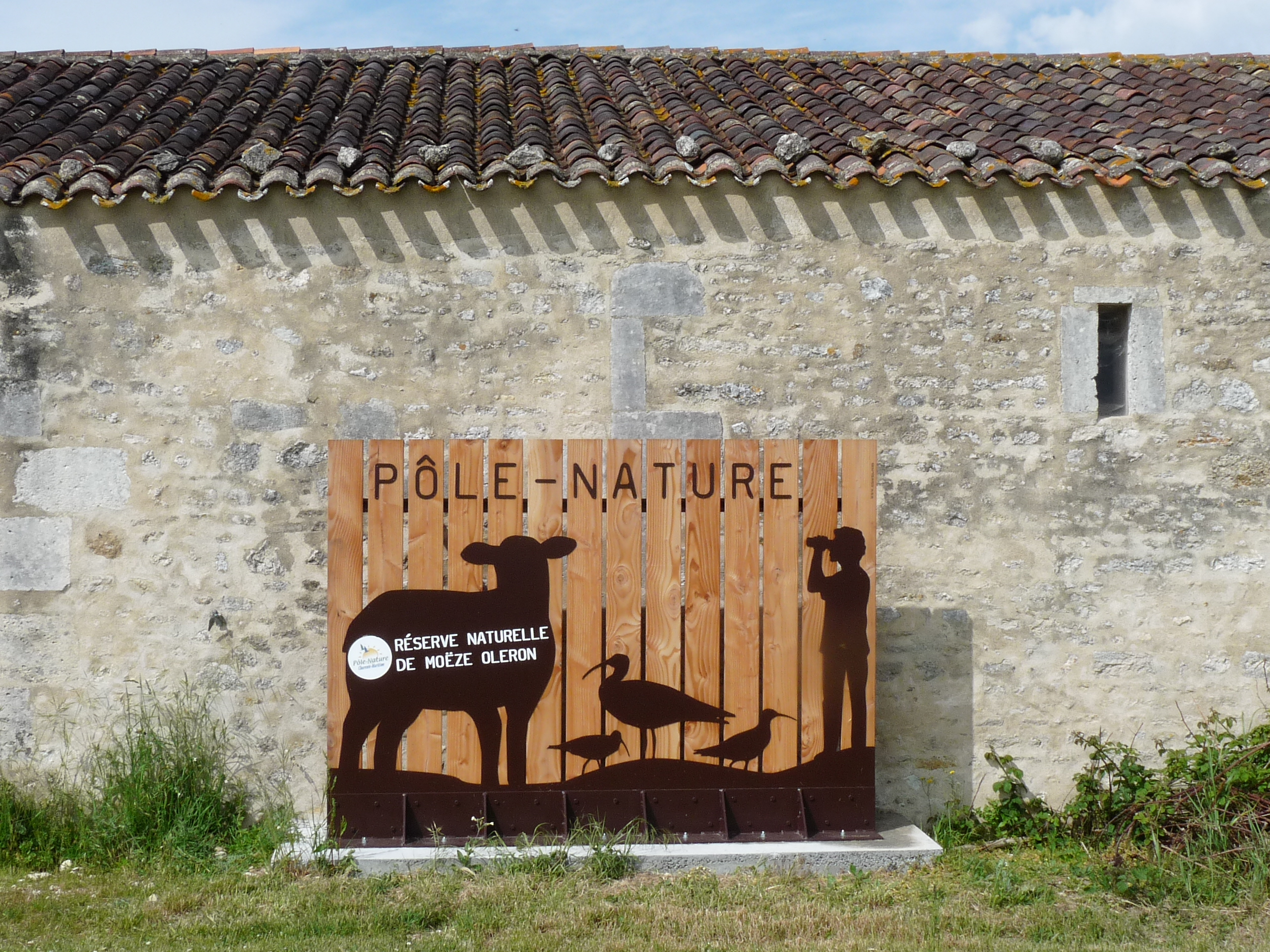
Entrée de la ferme de plaisance, centre d'information de la réserve

Les premiers polders ont été créés entre 1830 et 1850. La réserve naturelle a été créée en 1985.
Elle a subi des dégâts considérables lors de la tempête Martin de décembre 1999 et de la tempête Xynthia (février 2010).

## Écologie (biodiversité, intérêt écopaysager…)

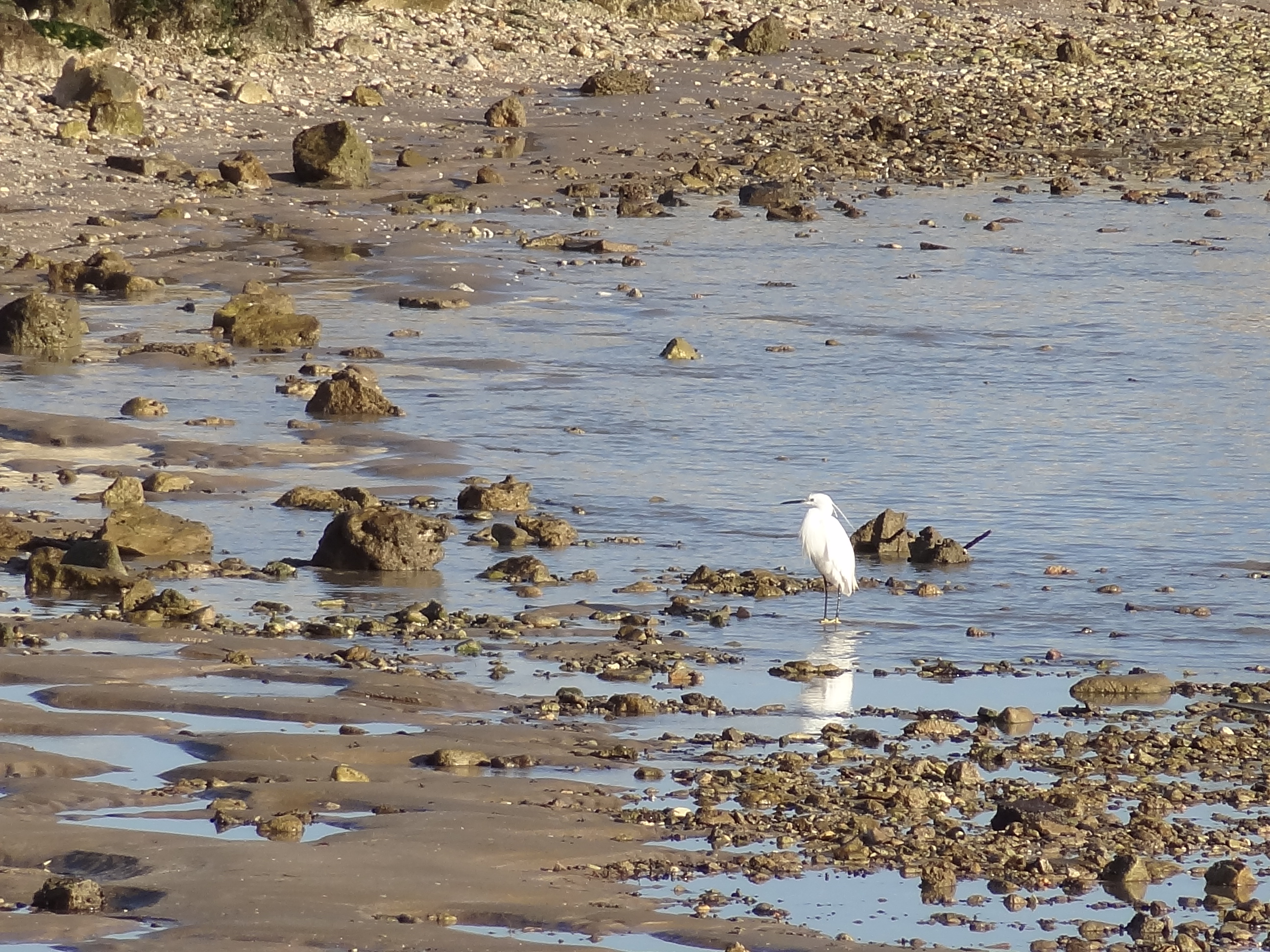
Aigrette garzette sur l'estran

Situé sur un axe migratoire majeur entre l’Europe du Nord et l’Afrique, le site fonctionnel (estuaires Charente/Seudre/Oléron) qui dépasse les strictes limites de la RNN, est un des cinq sites les plus importants, en France métropolitaine, pour l'accueil des oiseaux d'eau en hiver : près de 90 000 oiseaux d’eau migrateurs (jusqu’à 70 000 limicoles).

### Flore
La végétation des slikkes et schorres est dominée par des espèces halophiles : spartine, salicorne, obione. Les prairies inondables accueillent la Laîche divisée, le Trèfle de Micheli, le Trèfle maritime, le Jonc de Gérard, le Scirpe maritime. On trouve dans les fossés des herbiers de Ruppie, de Potamot pectiné, de Renoncule de Baudot ainsi que la Glycérie fasciculée.

### Faune

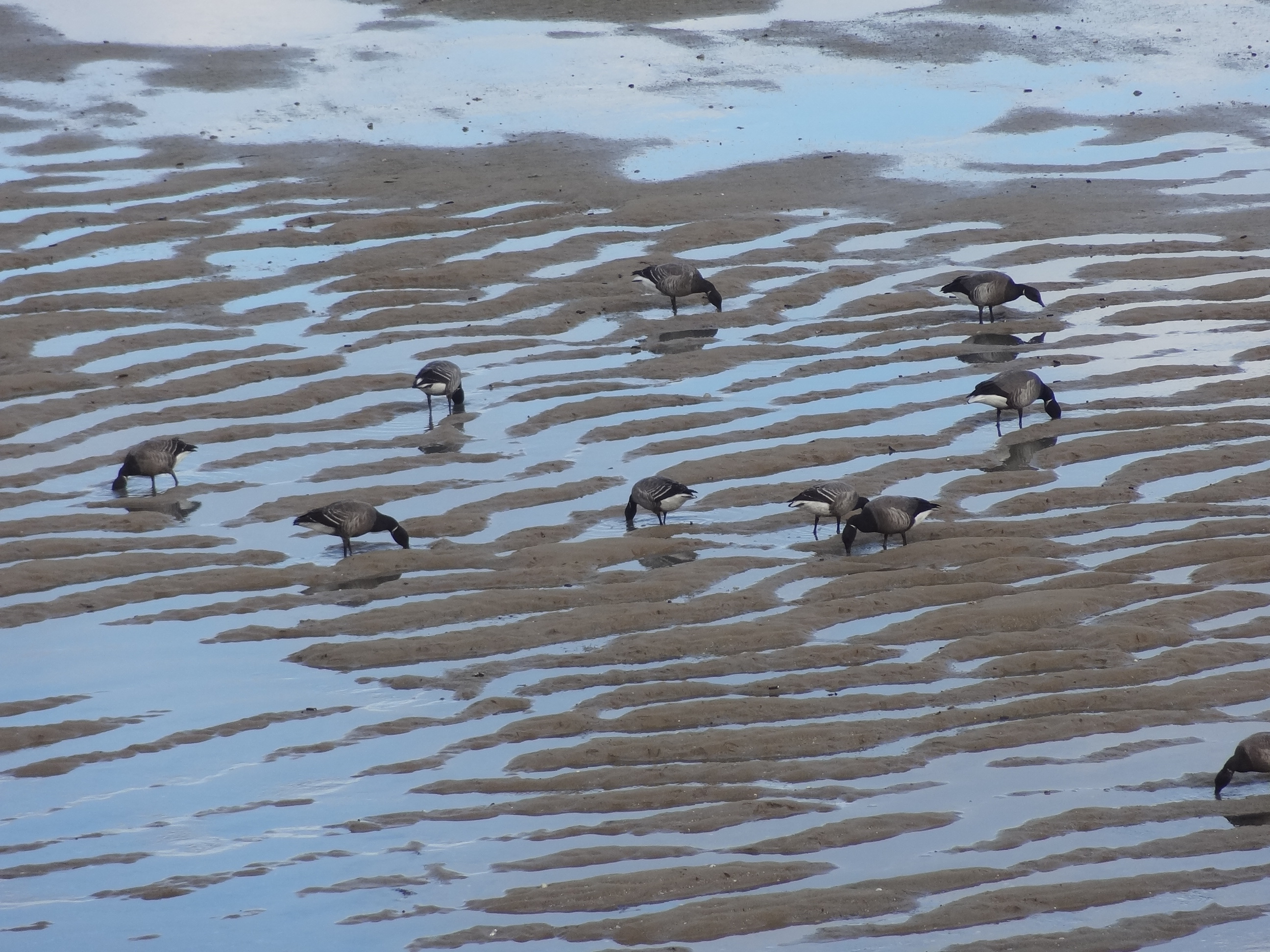
Groupe de bernaches cravants

Du continent à l'île d'Oléron, la réserve naturelle de Moëze-Oléron offre une terre d'asile pour des milliers d'oiseaux migrateurs avec plus de 270 espèces fréquentant la réserve (dont 70 nicheuses). De février à mai, pendant la migration pré-nuptiale, stationnent des dizaines de milliers d'oiseaux : Oie cendrée, Canards siffleur, pilet, souchet et chipeau, Échasse blanche, Avocette élégante, Barge à queue noire, Spatule blanche, Tadorne de Belon, Sarcelle d'hiver, Courlis cendré, Chevalier arlequin, Bécasseau variable, Pluviers doré et Pluvier argenté, Busards des roseaux et Saint-Martin…
La réserve naturelle compte également 7 espèces d'amphibiens dont la Rainette méridionale et le Pélobate cultripède, 7 espèces de reptiles (Cistude d'Europe) et 26 espèces de mammifères dont la Loutre d'Europe.

## Intérêt touristique et pédagogique

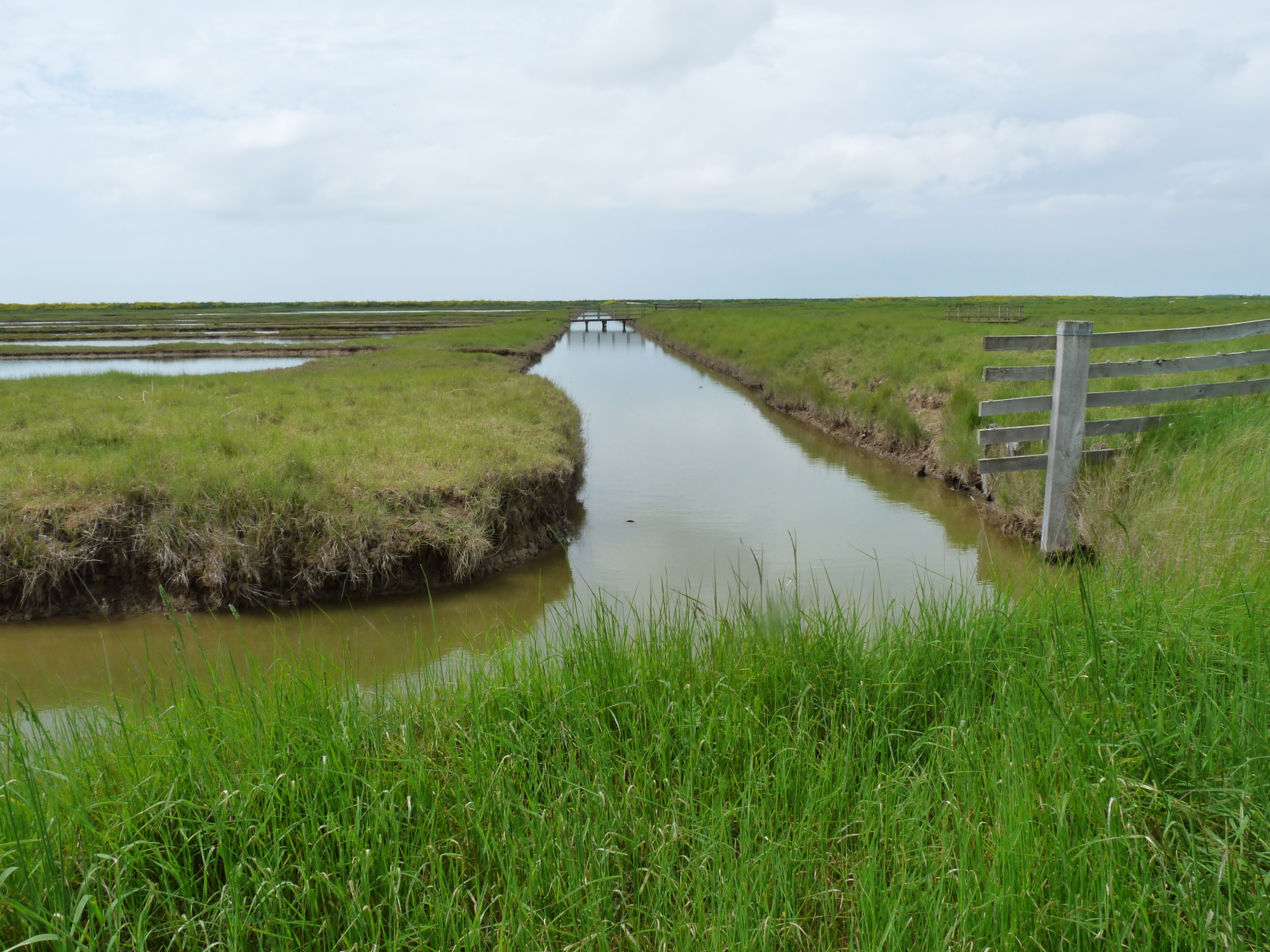
Sur le sentier des polders

L’éducation à l’environnement a toujours accompagné les améliorations de la gestion de l’espace. De quelques centaines de personnes à la fin des années 1980, elles sont plus de 22 000 à vivre le spectacle du peuple migrateur, ce chiffre est à comparer aux 800 habitants que cumulent les 2 communes qui accueillent ces mordus de nature !
Un projet « écotouristique » en partenariat avec la communauté de communes du Sud Charente, se concrétise par l’ouverture d’une maison de la réserve « la ferme de Plaisance » et de 4 sentiers de découverte libre d’accès en périphérie de la RNN, dont une partie labellisée « nature et handicap ».

## Administration, plan de gestion, règlement
La réserve naturelle est gérée par délégation par la LPO dont le siège national se situe non loin à Rochefort.
Une station de baguage a vu le jour en 2001, participant aux programmes nationaux sous l’égide du CRBPO-MNHN : programmes STOC capture (suivi temporel de oiseaux communs), halte migratoire, (57 000 passereaux insectivores terrestres bagués depuis 2001). Elle développe le plus important programme d’étude national relatif aux limicoles côtiers, en relation avec le groupe « limicoles RNF », l’université de La Rochelle et l’IWSG (18 000 limicoles bagués et 13 000 contrôles et reprises dont 1 600 à l’étranger de la Namibie à la Russie, …). À ces programmes scientifiques est associé un volet « formation professionnelle de bagueur d’oiseaux ».
La collaboration entre la LPO (gestionnaire ou co-gestionnaire de 4 réserves naturelles nationales sur le littoral de Charente-Maritime) et le LIENSs dès 2004 (université de La Rochelle-CNRS) contribue à l'amélioration de la connaissance sur l'utilisation spatio-temporelle des pertuis charentais par les espèces de limicoles côtiers. En 2015, la recherche s'est vu attribuer de nouveaux moyens financiers, offrant ainsi la possibilité d'équiper les oiseaux de balises.
Depuis juin 2012, 3 réserves intégrales ont été créées sur le domaine public maritime de la réserve naturelle, une au lieu-dit « La Perrotine », une au lieu-dit « Bellevue », toutes deux situées sur le trait de côté Oléronais et une dernière sur la frange côtière continentale de la réserve sur la commune de Moëze. Sur ces 3 réserves intégrales, l'accès est totalement interdit sauf quelques ayants droit professionnels.

### Outils et statut juridique
La réserve naturelle a été créée par un décret du 5 juillet 1985. Un second décret a été publié le 27 mars 1993.